# Vi charmörer
Vi charmörer är en amerikansk musikalfilm från 1939 i regi av Busby Berkeley. Den bygger på en Broadwaypjäs av Lorenz Hart och Richard Rogers, men det mesta av musiken skrevs exklusivt för filmen. 

## Om filmen
Inspelningen gjordes 12 maj- 18 juli 1939. Filmen kostade 748 000$ att göra, men drog in hela 3 335 000$ första året.
Den hade premiär den 17 augusti 1939. Bara på premiärdagen i New York var det 37000 personer som såg filmen på premiärbiografen, ett rekord.
Filmen blev nominerad till två Oscar; Mickey Rooney nominerad för bästa skådespelare och Roger Edens och George E. Stoll för bästa musik, den vann dock inget pris.
Handlingen har en del likheter med Upp med ridån från 1950.

## Rollista
- Mickey Rooney - Mickey Moran
- Judy Garland - Patsy Barton
- Charles Winninger - Joe Moran
- Guy Kibbee - Domare John Black
- June Preisser - "Baby" Rosalie Essex
- Grace Hayes - Florrie Moran
- Betty Jaynes - Molly Moran
- Douglas McPhail - Don Brice
- Rand Brooks - Jeff Steele
- Leni Lynn - Dody Martin
- Margaret Hamilton - Martha Steele
- Joseph Crehan - Mr. Essex
- George McKay - Brice
- Henry Roquemore - Shaw
- Lelah Tyle - Mrs. Brice